# Leonhard Weiss
Die Leonhard Weiss GmbH & Co. KG, abgekürzt: LW, mit Sitz in Göppingen und Satteldorf ist ein im Jahr 1900 gegründetes deutsches Bauunternehmen.

## Geschichte

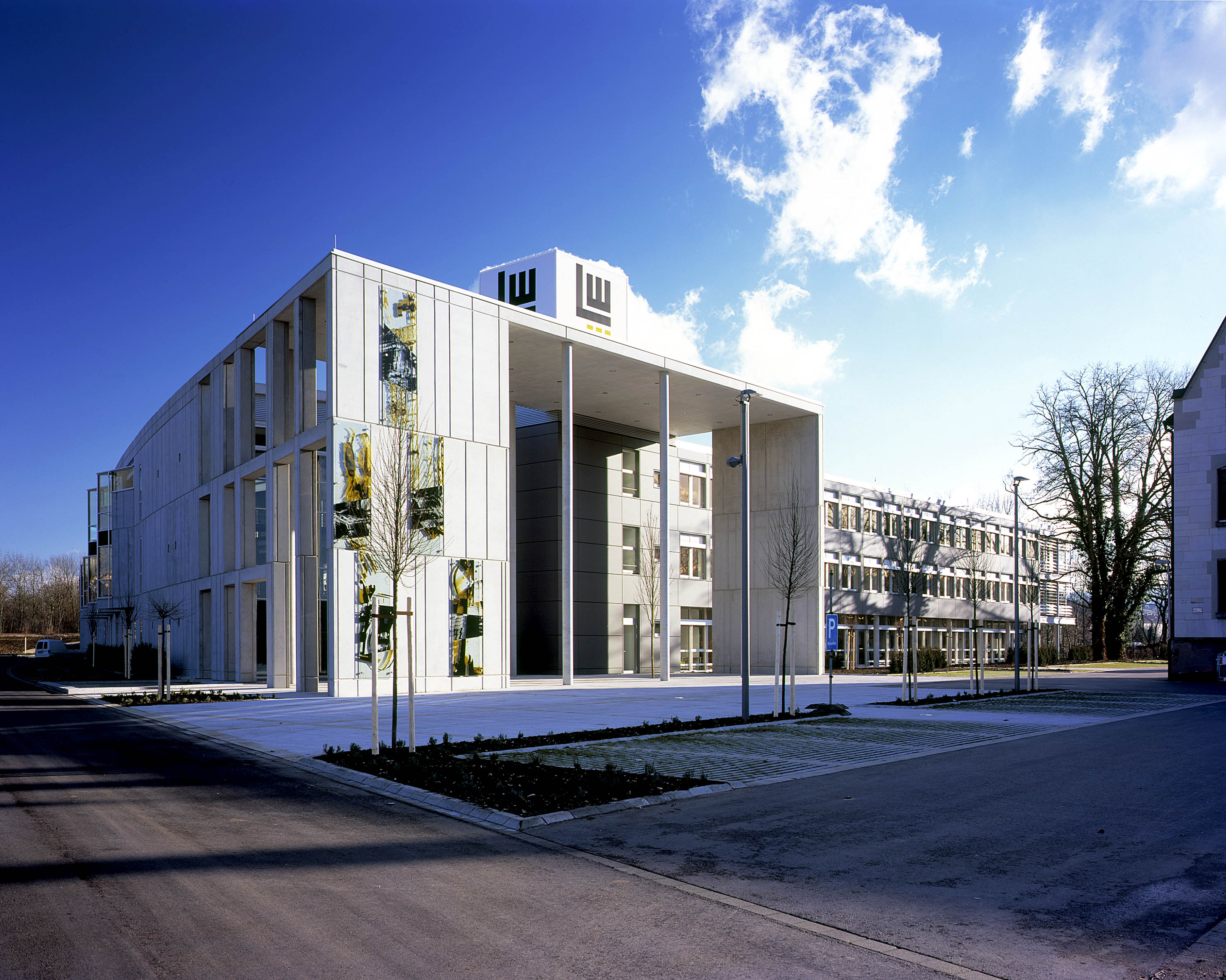
Unternehmensgebäude in Göppingen

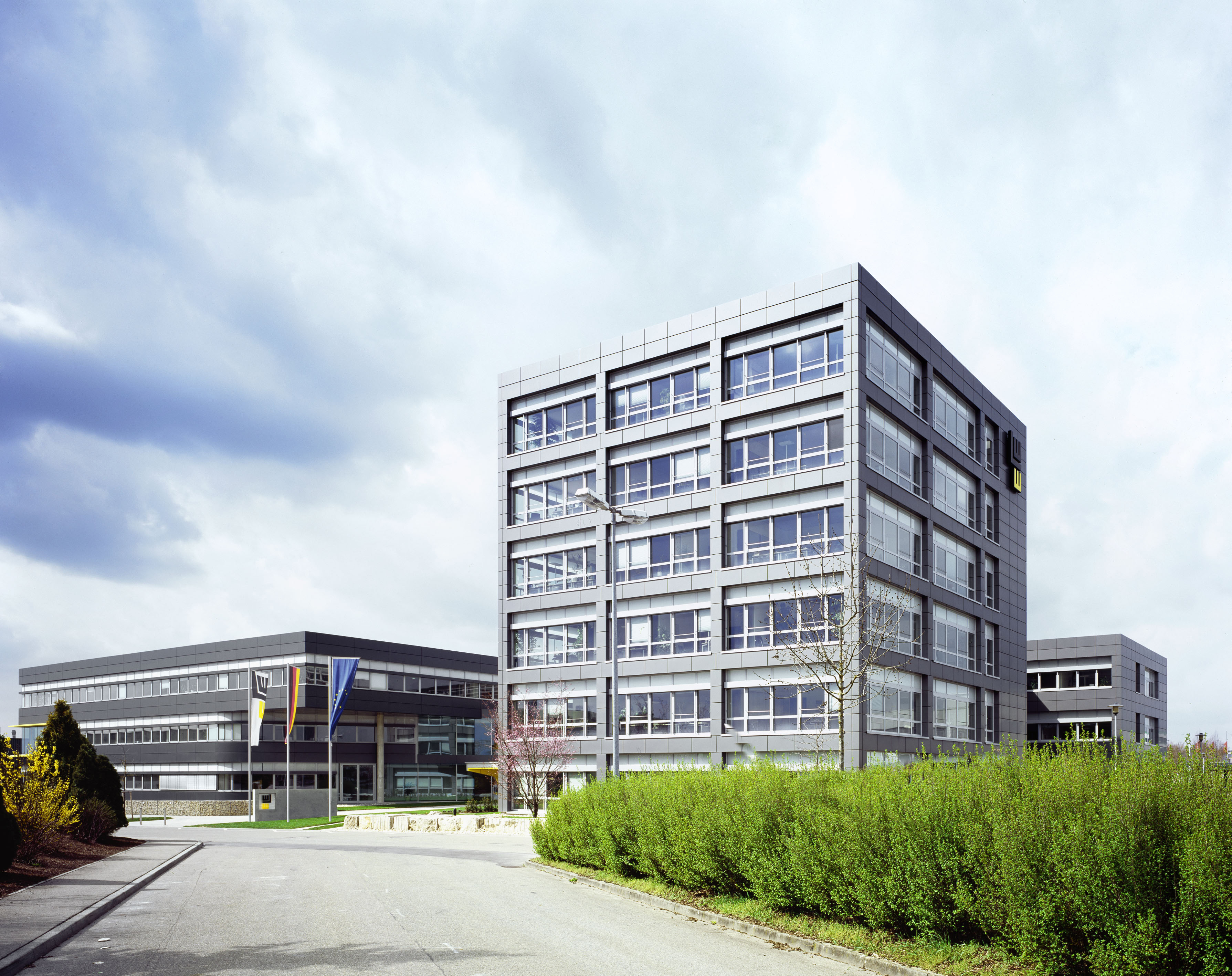
Unternehmensgebäude in Satteldorf

Leonhard Weiß (1880–1938) gründete das Unternehmen im Jahr 1900 als Gleisbaubetrieb und erhielt den Auftrag für den Bau des Abschnitts der Bahnstrecke Aalen–Neresheim–Ballmertshofen der Härtsfeldbahn. Es folgten Arbeiten für die Stadt Göppingen ab 1912, zum Beispiel Erdarbeiten für die Friedhofserweiterung sowie verschiedene Straßenneubauten. Nach dem Ankauf des Geländes in der Fabrikstraße im Jahr 1921 entstand dort ein Bürohaus mit Wohnhaus.
Nach Leonhard Weiß’ Tod im Jahr 1938 wurde das Unternehmen durch die Witwe Ottilie Weiss, Sohn Walter Weiss sowie Schwiegersohn Werner Schmidt weitergeführt. Ab 1938 wurde das Unternehmen auch in Crailsheim tätig. Der dortige Unternehmenssitz wurde 2001 nach Satteldorf verlegt.
Bis 1997 wurde das Unternehmen ausschließlich von den Familien Weiss und Schmidt geführt. Nach einer Neustrukturierung und Zusammenlegung der bis dahin eigenständigen Standorte Göppingen und Crailsheim wird das Unternehmen seit 1998 von mehreren Geschäftsführern geleitet.
Das Angebotsspektrum des Unternehmens wurde im Laufe der Jahre kontinuierlich erweitert.
Die Leonhard-Weiss-Gruppe hat zahlreiche Niederlassungen und Tochterunternehmen in Deutschland und im europäischen Ausland. Sie erzielte im Jahr 2024 eine Bauleistung von 2,3 Milliarden Euro und beschäftigt über 7700 Mitarbeiter.

## Tätigkeitsspektrum
- Bauwerks-Instandsetzung und Gussasphalt
- Generalunternehmer Freileitungsbau und Netzbau
- Projektmanagement Infrastrukturprojekte
- Gleisinfrastrukturbau
- Holzhybridbau
- Ingenieurbau
- Netzbau/Netzdienstleistungen
- Rohstoffe
- Schlüsselfertigbau
- Straßen- und Tiefbau

## Projekte (Auswahl)
- A 6 Kochertalbrücke (2013–2015)
- Instandsetzung Tiefgarage Kongresshalle Böblingen (2019)
- ARGE A 99 Isarbrücke (2018–2019)
- Rosenberg Quartier Heilbronn Außenanlage (2021–2022)
- A 81 Schönbuchtunnel (2014–2016)
- VDE 8.1 ABS Nürnberg – Ebensfeld, PA 21 Altendorf – Strullendorf (April 2021 bis Dezember 2025)
- VDE 8.1 ABS/NBS Hallstadt – Ebensfeld – Erfurt, BA 23 Hallstadt (2019–2022)
- 3-gleisiger Ausbau Freilassing – Salzburg (Mai 2015 – Juni 2018)
- ESTW Heidingsfeld (2014–2019)
- S21 Bad Cannstatt (2021–2025)
- S21 Tunnelnachrüstung, S-Bahn-Stammstreckentunnel (2022–2025)
- ESTW Riedbahn (2021–2025)
- RRX PA 1.2 Leverkusen (2020–2023)
- TRI, Elsenheimerstraße 31, München (2022–2024)
- neue Balan Haus 27, München (2018–2020)
- S21; PFA 1.6a, Los 3; Konstruktiver Ingenieurbau, Tunnel (2021–2024)
- BAB A7 Autobahnkreuz Feuchtwangen/Crailsheim (2021–2024)
- Neubau Egelseebrücke, B10 Vaihingen an der Enz (2019–2021)
- Neubau Zooeingang und Bärenanlage, Frankfurt am Main (2011–2013)
- Neubau Wohnungsbau, Gmunderstraße, Bauteil A in München (2020–2022)
- Bundeswehrkrankenhaus Hamburg Neubau Multifunktionsgebäude (2020–2023)
- Leitungstiefbau Glasfaserausbau Karlsruhe (September 2021 – Juli 2025)
- Jahresbauarbeiten EnBW RZ Alb-Neckar und Stuttgart (2003–2027)
- Porsche AG, Stuttgart-Zuffenhausen, Infrastruktur, Rohrleitungsbau (September 2014–Juli 2024)
- Heilbronn Fernwärmeversorgung (Mai 2015–Juli 2024)
- Planung und Errichtung eines NGA-Netzes inklusive Hausanschlussmanagement (Oktober 2022–2027)
- Projekt Stern-FTTH Breitbandausbau im Großraum Stuttgart und fünf angrenzenden Landkreisen (2019– 2024)
- Kalibrierung und Druckprüfungen an Leerrohrsystemen (2018–2024)
- Neubau Ersatzteillager – Regional Distribution Center Kahl am Main (seit 2023)
- Neubau European Headquarters in Rothenburg o. d. Tauber (2018–2020)
- Neubau PRL und EWZ Stihl, Waiblingen (2014–2016)
- Neubau Kindertagesstätte „Zauberberg“ in Weinsberg (2020–2021)
- Mercedes-Benz-Autohaus Widmann in Ebermannsdorf (2021–2023)
- Ausbau B10 Neu-Ulm/AS A7 Nersingen (2019–2022)
- BAB A6 Ersatzneubau BW 753a Fränkische Rezatbrücke (2024–2025)
- Ersatzneubau BW N06_B713,549 (2022–2024)
- Generalsanierung Riedbahn (2024)